# ホリー・ヴァランス
ホリー・ヴァランス (Holly Valance, 1983年5月11日 - ）は、オーストラリア系イギリス人のモデル・歌手・女優・政治活動家。本名はHolly Rachel Vukadinović。

## 来歴

### 生い立ち
ファッションモデルでギタリスト兼ピアニストでもあるセルビア人の父と、同じくファッションモデルであったイギリス人の母との間にオーストラリアで生まれた。妹が1人いる。イギリスのコメディアンであるベニー・ヒルと親戚であり、ヒルのいとこは彼女の祖父にあたる。

### モデル・学生時代
ヴァランスは12歳で芸能界入りし、スーパーマーケットのカタログや広告キャンペーンのモデルを務め、14歳になるまでに子供服やティーン向け下着のモデルとして時給200ドルを稼いでいた。メルボルンのファッションショーにナオミ・キャンベルと一緒に出演したこともある。
その後、オーストラリアの連続ドラマ『ネイバーズ』のオーディションを受けて合格し、フェリシティー役に抜擢され一躍脚光を浴びる。しかし、スター・オブ・ザ・シー・カレッジを卒業後、イギリスで音楽のキャリアを追求するため2002年にドラマを去った。

### 歌手時代
ネイバーズ降板後、イギリスのロンドンレコードと契約し、歌手としての活動を開始。最初のシングルは、2002年4月29日にリリースされた、トルコ人歌手タルカンのヒット曲「Şımarık（Chu!Chu!は恋の合言葉）」のカバー曲である「Kiss Kiss」。彼女が全裸で踊っているように見えたので、この曲のミュージック・ビデオは注目を集めた。これが話題となり、イギリスでは初週に14万3408枚の売り上げを記録し、全英シングルチャート初登場1位というデビューを飾った。母国オーストラリアのARIAチャートでも1位となり、『GQ』誌の2002年「ウーマン・オブ・ザ・イヤー」、『WHO』誌の「最もセクシーな女性」にも選ばれた。さらに、2002年の第16回ARIAミュージック・アワードにおいて「Kiss Kiss」が4部門にノミネートされた。
2枚目のシングル「Down Boy」 は全英シングルチャートで最高2位、オーストラリアでは最高3位になった。 2002年10月14日に発売されたデビューアルバム『Footprints』は全英アルバムチャートで最高9位に、オーストラリアのアルバムチャートでは最高15位になった。このアルバムからの3枚目のシングルとなった「Naughty Girl」は、全英シングルチャートで最高16位に、オーストラリアでは最高3位になった。この曲は、デビューアルバムからは最後のシングルカットとなった。
日本でもプロモーション活動を行い、年末には『ミュージックステーション』や『ポップジャム』に出演した。また『堂本剛の正直しんどい』では堂本剛とロケを行った。その端麗な容姿から日本でも多くの支持を集め、アルバム『ホリー・ヴァランス』は約30万枚もの売り上げを記録した。
この時、「最初の段階から自分のキャリアを選択できていたのなら、私は真っ先に歌手の道に進んでいたと思う。私は音楽が大好きで情熱も持っている。歌を唄うという事は、曲や音楽で人の心に触れることができる素晴らしい経験だと思う」と語っている。
2003年、2枚目のアルバム『State of Mind』からシングルカットされた同名のシングル「State of Mind」が、全英シングルチャートで最高8位、オーストラリアで最高14位になったが、同年11月6日に発売されたアルバム自体はイギリス、オーストラリアともにアルバムチャートで50位以内にも入らないという結果になった。日本では最高12位、ゴールドディスク獲得と健闘したが、 このアルバムからの2枚目のシングルカットとなるはずだった「Desire」のプロモーションは、アルバムの売上が伸び悩んだためキャンセルされた。売上の低迷に加えて、彼女の元恋人でもあったマネージャーとの解雇に絡む訴訟問題などもあり、レコード会社から契約を打ち切られてしまう。しかし、このことについては「私はリリースされるように頼んだが、ワーナーが拒否したので、契約期限が切れるまで私は1年間宙ぶらりんの状態だった」と述べて否定した。後に、雑誌にて音楽にはもはや興味がないと語った。
彼女は自身の歌手としてのキャリアについて「長い時間と努力を注ぎ込んだが、上手くはいかなかった。私に多額の報酬をもたらしたのは多くの宣伝とこの容姿で、アルバム自体のセールスから得たものは決して多くなかった。これは私だけではないと思う。皆少なからず現在の音楽業界のあり方に苦しめられていると思う。楽しいと思えなくなる日まで何とか前進しようとやってきた。そして今の私には、もはや音楽は楽しいものではなくなってしまった」と述べている。
2005年に音楽界に戻り、ハー・マー・スーパースターのアルバム『The Handler』の2曲(「Back the Camel Up」と「Body Request」)に歌い手として参加した。

### 女優時代
女優としては、2004年に『CSI:マイアミ』のゲスト出演から再始動し、『CSI:NY』にも出演した。
2005年からは人気ドラマシリーズ『プリズン・ブレイク』のニカ・ヴォレクの役で出演し、シーズン2まで役を演じ続けた。
2006年には、パリス・ヒルトンと共に、ナショナルランプーンの喜劇である『プレッジ・ディス!』に出演。同じ年、人気テレビゲームが脚本の『DOA/デッド・オア・アライブ』にもクリスティ・アレン役で出演し、シャワーシーンを披露した。
2008年、『96時間』でリーアム・ニーソン、ファムケ・ヤンセンと共演。また、CWテレビジョンネットワークで10月に放送された『バレンタイン』にも出演した。
このような映画やドラマで演じる仕事だけでなく、コレクトコールサービスの1800リバースや、シュワルツコップのヘアケア製品の広告塔も務めた。

## 人物
- かつてはメルボルン郊外のブライトン (ヴィクトリア)（英語版）に住んでいたが、現在は家族と共にロンドンに住んでいる。
- クラブやバー、レストランに行き、彼女のお気に入りの料理であるギリシャ料理、レバノン料理、ルッコラ、パルメザンチーズのサラダなどを食べて静かな夜を過ごすのが好きだと述べている。また他にハンバーガー、マギーヌードル、フライドポテト、ケーキを好きな食べ物として挙げている。
- 趣味は水泳、キックボクシング。
- 好きな場所はブライトンビーチ（英語版）。
- 2005年から2009年まで、俳優のアレックス・オローリンと交際していた[5]。その後、2010年から高級住宅専門の不動産開発業者・ニック・キャンディ（英語版）との交際を始め、2012年に結婚を発表した[6]。夫婦には2人の娘がいる。
- 2011年頃からは、かつて「Kiss Kiss」で一世を風靡した時代のようなモデル体型ではなくなっており、その体型の変化を英タブロイド紙に取り上げられたこともある。

## 政見
2024年2月、ヴァランスは元英国首相リズ・トラスが結成した保守運動・大衆保守主義の立ち上げに出席した。X（以前はTwitterとして知られていた）に投稿された一連のクリップで、ヴァランスはGB Newsの司会者からインタビューを受け、さまざまな問題に関する彼女の見解について尋ねられた。彼女の「気候危機またはその欠如」に関する見解は、「よりクリーンで安価なエネルギーこそが私たちに必要なものだ」というものだった。政治的見解について尋ねられると、「誰もが最初は左翼として始まり、お金を稼ぎ、働き、ビジネスを経営しようとし、家を買おうとした後、ある時点で目覚めて、それらがすべてくだらない考えであることに気づき、その後右翼に行くと思います。」と述べた。また、英国が欧州人権条約を離脱し、英国の権利章典を制定することが政治的に最優先事項であると述べ、「トリクルダウン効果は正しい方向への大きな一歩となるだろう」と付け加えた。
イギリスの著名な右派政治家・ナイジェル・ファラージの親しい友人であるヴァランスは、 2024年総選挙で国会議員に立候補するよう彼を説得したと述べた。2024年のインタビューで、彼女はリフォームUKのメンバーであり、総選挙では同党に投票するつもりであると述べた。さらに「自分の信念を貫き、裏切り者でもなく、態度をコロコロ変えたりUターンしたりしない人なら誰でも支持する」と語った。彼女は、ファラージが党首に復帰してから数日以内に、同党が150万ポンドを集めるのを手伝い、自身も10万ポンドを寄付した。2024年12月、ヴァランスの夫がリフォームUKの会計係になることが発表された。

## ディスコグラフィとチャート

### アルバム
| 年   | タイトル                                                   | 最高順位       | 最高順位     | 最高順位 | 最高順位 | 認定                                                                   |
| 年   | タイトル                                                   | オーストラリア | アイルランド | 日本     | イギリス | 認定                                                                   |
| ---- | ---------------------------------------------------------- | -------------- | ------------ | -------- | -------- | ---------------------------------------------------------------------- |
| 2002 | Footprints - ファーストアルバム - リリース: 2002年10月4日  | 15             | 39           | 19       | 9        | - オーストラリア: ゴールド(+35,000枚) - イギリス: ゴールド(+100,000枚) |
| 2003 | State of Mind - セカンドアルバム - リリース: 2003年11月6日 | 57             | —            | 12       | 60       | - 日本: ゴールド(+100,000枚)                                           |

### シングル
| 年   | タイトル        | 最高順位       | 最高順位     | 最高順位 | 最高順位   | 最高順位     | 最高順位 | 最高順位 | 最高順位     | 最高順位 | 最高順位 | 最高順位         | 最高順位     | 最高順位 | 最高順位 | 認定                                            | 収録アルバム  |
| 年   | タイトル        | オーストラリア | オーストリア | ベルギー | デンマーク | フィンランド | フランス | ドイツ   | アイルランド | イタリア | オランダ | ニュージーランド | スウェーデン | スイス   | イギリス | 認定                                            | 収録アルバム  |
| ---- | --------------- | -------------- | ------------ | -------- | ---------- | ------------ | -------- | -------- | ------------ | -------- | -------- | ---------------- | ------------ | -------- | -------- | ----------------------------------------------- | ------------- |
| 2002 | "Kiss Kiss"     | 1              | 11           | 28       | 20         | 11           | 50       | 14       | 2            | 3        | 23       | 17               | 12           | 19       | 1        | - オーストラリア: プラチナ - イギリス: シルバー | Footprints    |
| 2002 | "Down Boy"      | 3              | —            | 34       | —          | —            | —        | 61       | 8            | 11       | 36       | 37               | —            | 70       | 2        | - オーストラリア: ゴールド                      | Footprints    |
| 2002 | "Naughty Girl"  | 3              | 56           | 47       | —          | —            | —        | 52       | 25           | 27       | 39       | —                | 50           | —        | 16       | - オーストラリア: ゴールド                      | Footprints    |
| 2003 | "State of Mind" | 14             | —            | —        | —          | 16           | —        | —        | 27           | 41       | —        | —                | —            | —        | 8        |                                                 | State of Mind |

## 受賞歴
| 年   | 賞                         | 結果       | 部門                             | 作品         |
| ---- | -------------------------- | ---------- | -------------------------------- | ------------ |
| 2000 | ロギー賞                   | ノミネート | Most Popular New Talent – Female | "Neighbours" |
| 2002 | ARIA Award                 | ノミネート | Highest Selling Single           | "Kiss Kiss"  |
| 2002 | ARIA Award                 | ノミネート | Best Female Artist               | "Kiss Kiss"  |
| 2002 | ARIA Award                 | ノミネート | Breakthrough Artist – Single     | "Kiss Kiss"  |
| 2002 | ARIA Award                 | ノミネート | Best Pop Release                 | "Kiss Kiss"  |
| 2003 | Disney Channel Kids Awards | 受賞       | Breakthrough Artist              | -            |
| 2003 | Disney Channel Kids Awards | 受賞       | Best Single                      | "Kiss Kiss"  |

## 出演作品
| 年        | 邦題 原題                                                                    | 役名                    | 注釈                                   |
| --------- | ---------------------------------------------------------------------------- | ----------------------- | -------------------------------------- |
| 1999–2002 | ネイバーズ                                                                   | Felicity "Flick" Scully | 250エピソードに出演                    |
| 2004      | CSI:マイアミ CSI: Miami                                                      | Kay Coleman             | エピソード「一族の汚点」に出演         |
| 2005      | アントラージュ★オレたちのハリウッド Entourage                                | リアーナ                | エピソード「マセラッティと美女」に出演 |
| 2005      | CSI:ニューヨーク CSI: NY                                                     | リディア                | エピソード「青い血」に出演             |
| 2005–2006 | プリズン・ブレイク Prison Break                                              | ニカ・ヴォレク          | 5エピソードに出演                      |
| 2006      | DOA/デッド・オア・アライブ DOA: Dead or Alive                                | クリスティー            | 映画                                   |
| 2006      | プリティ・ライフ パリス・ヒルトンの学園天国 National Lampoon's Pledge This!  | ジェシカ                | 映画                                   |
| 2007      | Moonlight/ムーンライト Moonlight                                             | ローラ                  | エピソード「B.C.」に出演               |
| 2007      | SHARK カリスマ敏腕検察官 Shark                                               | クリスティーナ・ショー  | エピソード「ゆがんだ愛情」に出演       |
| 2008      | 96時間 Taken                                                                 | シーラ                  | 映画                                   |
| 2008      | Valentine                                                                    | Vivi Langdon            | エピソード"Act Naturally"に出演        |
| 2009      | X Returns                                                                    | サミー・ウォルタース    | ショートフィルム                       |
| 2009      | Command & Conquer: Red Alert 3 – Uprising                                    | ブレンダ・スノー        | テレビゲーム                           |
| 2009      | スタローン in ハリウッド・トラブル Kambakkht Ishq                            | 本人役                  | 映画（カメオ出演）                     |
| 2010      | Luster                                                                       | サリー                  | 映画                                   |
| 2010      | アガサ・クリスティー ミス・マープル5 「蒼ざめた馬」 Agatha Christie's Marple | カンガ・コッタム        | テレビ映画                             |
| 2010      | Red Herring                                                                  | アンジェラ              | 映画                                   |
| 2011      | Surviving Georgia                                                            | ローズ                  | 映画                                   |
| 2011      | Big Mamma's Boy                                                              | ケイティー              | 映画                                   |
| 2011      | Strictly Come Dancing                                                        | 本人役                  | シーズン9に出演                        |
| 2012      | Red Herring                                                                  | アンジェラ              | 映画                                   |
| 2013-     | Shopaholic Showdown                                                          | 本人役                  | テレビ                                 |